# Församlingsskatt
Församlingsskatt var en svensk skatt som användes till kyrkor. Cirka 1 % av lönen gick till församlingskatt.
Sedan Svenska kyrkan blev en självständig organisation år 2000 har församlingsskatten ersatts med kyrkoavgift.